# 蒂沃利 (格林納達)
蒂沃利（英語：Tivoli）是加勒比海島國格林納達聖帕特里克區的一個村莊，位於該島東北部，首府索特爾東南部和格倫維爾西北部，海拔高度7米，2006年人口700人。